# Giulio Terzaghi
Giulio Terzaghi (Paullo, 1812 – Milano, 20 dicembre 1864) è stato un patriota e funzionario italiano ufficiale d'ordinanza dell'esercito italiano sotto Vittorio Emanuele II di Savoia.

## Biografia
Di famiglia nobile, in gioventù «poneva sua gloria nel vestire la divisa di guardia nobile, assidoissimo alla corte, maestro di contraddanze alle giovani arciduchesse».
Amico di Carlo Cattaneo, durante le Cinque giornate di Milano del 1848 fu membro del «Comitato di guerra» milanese insieme allo stesso Cattaneo, a Enrico Cernuschi e a Giorgio Clerici.
Nell'agosto 1848 fu costretto all'esilio al rientro degli austriaci, ma dopo la Prima guerra d'indipendenza, con proclama del 12 agosto 1849 di Radetzky fu tra coloro a cui era concesso di rientrare «liberamente ed impunemente» nel territorio lombardo.
A seguito dei moti di rivolta dell'inizio del 1853, fu tra coloro a cui furono sequestrati i beni tramite editto del successivo 12 novembre.
Nel 1860 fu nominato direttore dei Regi Teatri di Milano.
All'inizio del 1864 fu nominato ufficiale d'ordinanza onorario di Vittorio Emanuele II di Savoia. Morì a Milano il 20 dicembre dello stesso anno.